# Serge III Mussail
Serge ou Sarkis III Mussail ou Miwsayl (en arménien Սարգիս Գ Մյուսայլ) est Catholicos de l'Église apostolique arménienne de 1484 à 1515.

## Biographie
Le catholicossat de Sarkis III Mussail illustre parfaitement le système qui, selon Mgr Ormanian, prévaut à Etchmiadzin pendant plus de deux cents ans et qui consiste à  « agréger au siège patriarcal des coadjuteurs avec titres et attributions de patriarche ; et cela dans le but de satisfaire aux ambitions de certains évêques et de se concilier la sympathie des factions. La seule conséquence heureuse qui découla de cet état de choses, fut de faciliter l'ordre de succession par l'intronisation immédiate du coadjuteur doyen  ».
Sarkis III Mussail commence en effet sa carrière en 1474 comme coadjuteur lors de l’élection comme Catholicos de Hovhannès VII Achakir ou Aǰakir (1474-1484), avant de lui succéder après sa démission en 1484.
Sarkis III doit alors s’adjoindre immédiatement comme coadjuteur Aristakès III d’Etchmiadzin (1484-1499), puis successivement ou collégialement :
- Thadéos Ier de Vagharchapat de 1499 à 1504, mort en 1504 ;
- Eghiché II d’Etchmiadzin de 1504 à 1515, mort en 1515 ;
- Hovhannès VIII d’Etchmiadzin à partir de 1505 ;
- Nersès V d’Etchmiadzin à partir de 1506 ;
- Zacharie II de Vagharchapat de 1507 à 1515.

Finalement, à son décès en 1515, Zacharie II de Vagharchapat ou Vałaršapatec‘i lui succède comme Catholicos de 1515 à 1520, après avoir lui-même dû s’adjoindre comme coadjuteur Sarkis Vrastanc‘i (1515-1520), qui est ensuite Catholicos de 1520 à 1537.

## Source
- Krikor Jacob Basmadjian, « Chronologie de l'histoire de l'Arménie », dans Revue de l'Orient chrétien, Bureaux des œuvres d'Orient, Tome IX (XIX), Paris, 1914, « I. Les Catholicos, A. Les Caholicos d'Etchmiadzine », p. 362.